# Вилья, Эммануэль
Эммануэль Алехандро Вилья Лопес (исп. Emanuel Alejandro Villa López; родился 24 февраля 1982 года в Касильде, Аргентина) — аргентинский футболист, выступавший на позиции нападающего. Известен по выступлениям за клубы «Крус Асуль», «Росарио Сентраль», «Керетаро» и УАНЛ Тигрес.

## Клубная карьера

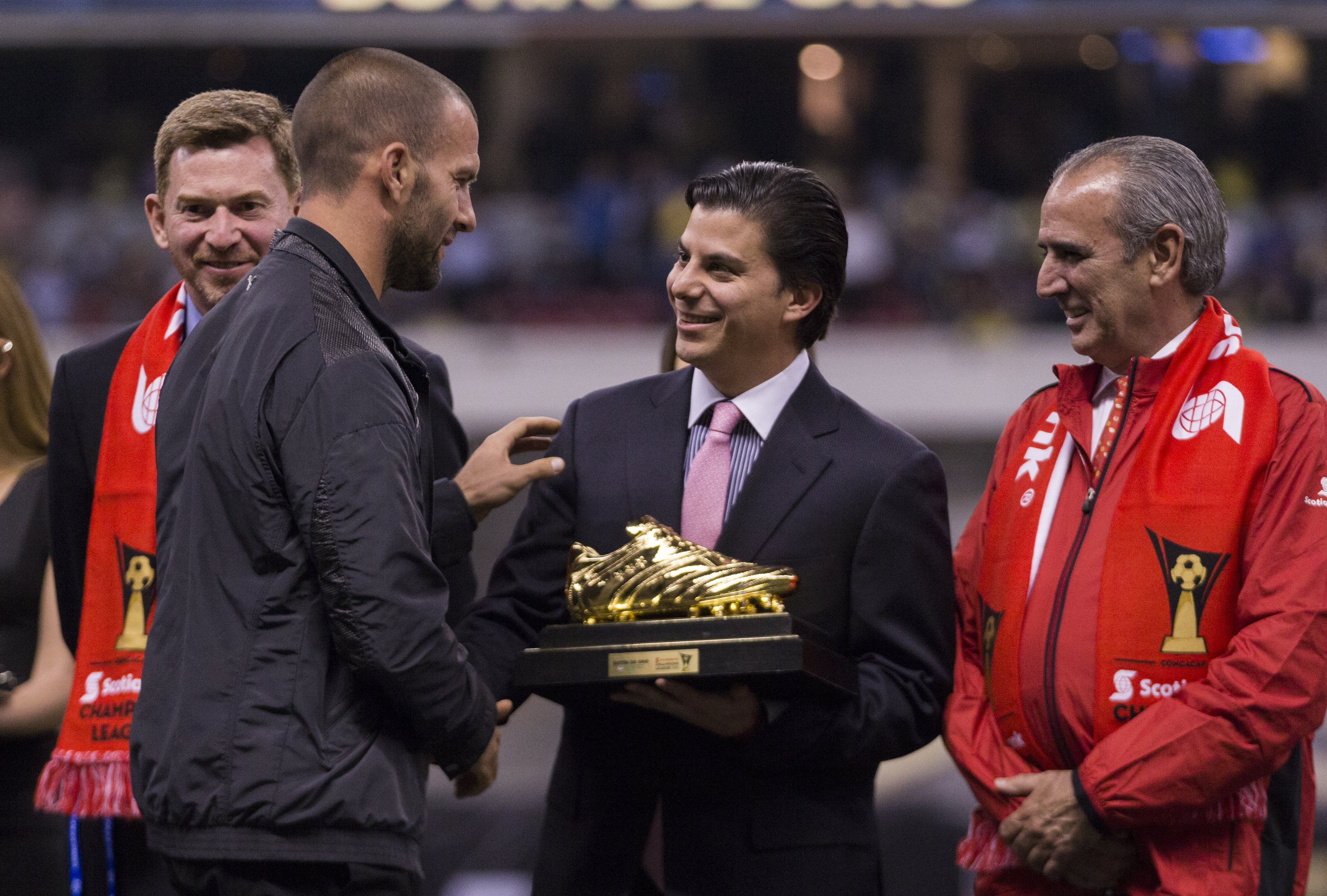
Вилья получает награду лучшего бомбардира Лиги чемпионов КОНКАКАФ 2015/2016

Вилья начал свою карьеру в аргентинском клубе «Уракан» в 2001 году. В команде Эммануэль забивал немного, несмотря на то, что место в основе получал достаточно часто. В 2003 году он переходит в «Атлетико Рафаэла». В новом клубе Вилья проводит довольно удачный сезон, в 24 матчах нападающий забил 10 мячей. Но по итогам Клаусуры 2004 «Атлетико» покидает высший дивизион, а Эммануэль покидает команду, чтобы остаться в элите аргентинского футбола.
Новой командой футболиста становится клуб «Росарио Сентраль». В команде он проводит сезон, забивая в 43 матчах 18 мячей, после чего принимает предложение «Атласа» и перебирается в Мексику в 2006 году. В новом чемпионате показал неплохую результативность забив в 31 матче 15 голов, после чего поступило предложение от второго клуба Гвадалахары, «Эстудиантес Текос». В Клаусуре 2007 аргентинец провел 34 матча и поразил ворота соперников 13 раз.
Стабильность и высокая результативность Вильи была отмечена скаутами европейских клубов. Отыграв сезон в Мексике, Эммануэль отправляется покорять Англию, заключая соглашение с «Дерби Каунти».
4 января 2008 года Вилья подписал контракт с «баранами», сумма трансфера составила £ 2 000 000. Продажа ведущего нападающего вызвала негативную реакцию тренера «Текос», Луиса Менотти, который не был поставлен в известность о переходе Вильи и в знак протеста покидает свой пост.
Эммануэль подписал с «Каунти» соглашение сроком на 3,5 года. Его дебют состоялся в домашней встрече против «Уиган Атлетик». 2 февраля 2008 года в поединке против «Бирмингем Сити», Вилья забил свой первый гол. 29 марта того же года он поражает ворота соперников в домашнем матче против «Фулхэма». Несмотря на усилия аргентинца «Дерби Каунти» стала первой командой, покинувшей Премьер-лигу по итогам сезона.
Первый гол в сезоне 2008/09 Эммануэль забил в матче против «Куинз Парк Рейнджерс», замену по ходу матча. 2 ноября 2008 года в поединке против «Ноттингем Форест», Вилла забил два гола, причем первый мяч в свои ворота, а второй через 10 минут отправил в ворота лесников. Игра завершилась вничью, 1-1. 4 ноября во встрече Кубка Лиги, против «Брайтона», аргентинец делает свой первый хет-трик в карьере и становится третьим игроком за последние 10 лет которому это удается. В четвёртом раунде Кубка Лиги он забает свой 6 гол в сезоне, на этот раз достается «Лидс Юнайтед». Несмотря на постоянное место в основе, по окончании сезона Вилья решает покинуть команду и вернуться в Мексику, из-за тоски по супруге. Он выплатил «Дерби» 1 700 000 £ неустойки за расторжение контракта.
2 июля 2009 года Вилья подписывает контракт с мексиканской командой «Крус Асуль». Свои первые голы Эммануэль забил в матчах против УНАМ Пумас и «Монтеррея». Дебютный мяч в Лиге чемпионов КОНКАКАФ пришёлся на победный матч против «Эредиано».
22 августа 2009 года, Вилья принял участие в своем первом столичном дерби, против «Америки». «Тито» забил гол в этом поединке реализовав выход один на один против Гильермо Очоа, этот мяч стал его для него 5-м в пяти матчах.
19 сентября 2009 года в матче против «Сан-Луиса», Вилла забивает 4 мяча, перекрывая своё предыдущее достижения во время выступлений за «Дерби Каунти». После этого поединка на его счету становится 10 мячей, что составляет в среднем больше гола за матч. После двух голов в ворота «Атланте», Эммануэль с 13 мячами, занимает первую строчку среди лучших бомбардиров Апертуры 2009. По окончании сезона Вилла выигрывает звание Лучшего бомбардира турнира с 19 мячами.
В турнире Бисентенарио, «Тито» отличается в матчах против «Атласа», «Сан-Луиса» и «Толуки».
19 мая 2012 года контракт нападающего истек. За время выступлений в стане «Крус-Асуль», Вилья щзабил 66 мячей, что является 6-м результатом среди лучших снайперов клуба за всю историю.
Новым клубом Эммануэля стал УНАМ Пумас. 22 июля 2012 года в матче против «Атласа», Вилья дебютирует в новой команде. 19 августа в поединке против «Сантос Лагуна», Эммануэль делает дубль и помогает своей команде победить, 2:1. 1 сентября «Тито» забивает единственный мяч во встрече с «Монаркас Морелия».
В начале 2015 года Эммануэль перешёл в «Керетаро». 11 января в матче против своего бывшего клуба УНАМ Пумас он дебютировал за новую команду. 1 марта в поединке против «Пуэблы» Вилья забил свой первый гол за «Керетаро». 22 августа в матче против своего бывшего клуба «Крус Асуль» он сделал хет-трик. В сезоне Апертуры 2015 Вилья вместе со своим соотечественником Мауро Боселли с тринадцатью мячами во второй раз стал лучшим бомбардиром чемпионата. В розыгрыше Кубка чемпионов КОНКАКАФ он забил гол в ворота панамского «Сан-Франсиско», а затем ещё пять раз отличился в поединке против белизского «Хэнкук Вердес». С шестью голами Эммануэль стал лучшим бомбардиром турнира.
В начале 2018 года Вилья перешёл в «Селаю» на правах аренды. 7 января в матче против «Хуареса» он дебютировал за новую команду. 21 января в поединке против «Атланте» Эммануэль забил свой первый гол за «Селаю».

## Личная жизнь
У Эммануэля и его жены Вергинии двое детей Алессандро и Стефано. Прозвище «Тито», Вилья получил в честь своего деда.

## Достижения
Индивидуальные
- Лучший бомбардир Апертуры 2009 — 11 мячей
- Лучший бомбардир Апертуры 2015 — 13 мячей
- Лучший бомбардир Лиги чемпионов КОНКАКАФ 2015/2016 — 6 мячей